# Astraptes talthybius
Astraptes talthybius is een vlinder uit de familie van de dikkopjes (Hesperiidae). De wetenschappelijke naam van de soort is voor het eerst geldig gepubliceerd in 1888 door Paul Mabille. Deze naam wordt ook wel beschouwd als een synoniem van Astraptes brevicauda (Plötz, 1886).